# 大身鱊
大身鱊（学名：Acheilognathus majusculus）为輻鰭魚綱鯉形目鱊科的其中一種，分布於亞洲韓國頌津和洛東江流域，雄魚在繁殖期時體色呈綠色，具有一條從鰓裂上面後緣到尾鰭基部中央的深綠色斑紋, 臀鰭有紅色條紋、腹鰭深色且有白色邊，背鰭硬棘3枚、背鰭軟條8枚、臀鰭硬棘3枚、臀鰭軟條8枚，體長可達10公分，棲息在岩石底質且流動快速的溪流，以藻類為食，繁殖期時雌魚會將卵產在貽貝中，稚魚孵化而且停留在貝殼內中，直到它們能游泳。

## 扩展阅读
維基物種上的相關：長鰭鱊